# Hemiceras amazonica
Hemiceras amazonica är en fjärilsart som beskrevs av Paul Dognin 1923. Hemiceras amazonica ingår i släktet Hemiceras och familjen tandspinnare. Inga underarter finns listade i Catalogue of Life.